# Anne Oterholm
Anne Kristin Oterholm (født 18. januar 1964 i Illinois, USA) er en norsk skønlitterær forfatter og kritiker. 
Oterholm er opvokset i Ås i Akershus fylke i det sydøstlige Norge og debuterede i 1995 med romanen Ikke noe annet enn det du vil, der gav hende prisen Årets debutant af Bokklubben Nye Bøker. Senere har hun udgivet flere romaner, og har også modtaget Tanums kvindestipendie.
Oterholm er uddannet cand.philol. ved Universitetet i Oslo fra 1994 med fransk som hovedfag og har desuden gået på Skrivekunstakademiet i Hordaland i 1987. Hun har også grundfag i statskundskab og litteraturvidenskab. Hendes hovedoppgave i fransk havde udgangspunkt i Marguerite Duras' tekst Détruire, dit-elle (Tekstens stemme).
Hun har arbejdet som kritiker og skribent ved Morgenbladet, Vinduet og Utflukt.
Oterholm var fra 1999 næstformand og fra marts 2005 leder af Den Norske Forfatterforening, indtil hun i 2012 blev efterfulgt af Sigmund Løvåsen.

## Priser og udmærkelser
- Årets debutant (kåret af Bokklubben Nye Bøker) 1995
- Tanums kvindestipendie 1999
- Aschehougprisen 2010